# Айлеу (округ)
Айлеу (порт. Aileu) — один из административных округов Восточного Тимора. Административный центр округа также носит название Айлеу. Раньше Айлеу был частью округа Дили, но был отделен от него в последние годы португальского владычества.

## География
Расположен в центральной части страны, является одним из двух округов Восточного Тимора, не имеющих выхода к морю. Граничит со следующими округами: Дили — на севере, Манатуту — на востоке, Мануфахи — на юго-востоке, Айнару — на юге, Эрмера — на западе, и Ликиса — на северо-западе. Площадь Айлеу Составляет 676,02 км². Высота территории округа над уровнем моря варьирует от 350 до 1500 м.

## Население
Население Айлеу по данным на 2010 год составляет 44 325 человек; для сравнения, по данным на 2004 год оно насчитывало 37 926 человек. Почти половина населения проживает в административном центре округа, городе Айлеу. Средняя плотность населения — 65,57 чел./км². Средний возраст населения округа составляет 17,7 лет, что меньше чем средний по стране показатель 18,8 лет. Примерно две трети населения говорят на языке мамбаи; распространён также язык тетум. По данным на 2004 год 88,4 % населения Айлеу являются католиками, что значительно ниже, чем в среднем по стране. Доля протестантов составляет 8,6 %, а доля приверженцев традиционных анимистических верований — 2,7 %. Мусульмане составляют лишь 0,2 % населения округа.

## Административное деление

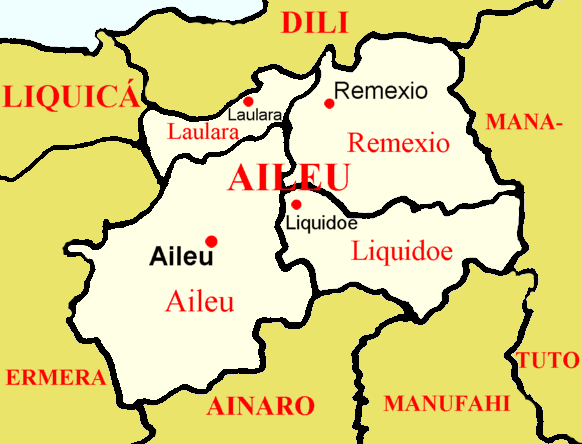
Карта административного деления Айлеу

В административном отношении подразделяется на 4 подокруга:
| Подрайон | Население, чел. (2010) | Площадь, км² |
| -------- | ---------------------- | ------------ |
| Айлеу    | 20 830                 | 251,48       |
| Лаулара  | 7173                   | 60,87        |
| Лекидо   | 6267                   | 151,58       |
| Ремешиу  | 10 055                 | 212,09       |